# 麻布中学校・高等学校の人物一覧
麻布中学校・高等学校の人物一覧（あざぶちゅうがっこう・こうとうのがっこうじんぶついちらん）は、麻布中学校・高等学校に関係する主な人物の一覧記事。

## 学校長・教職員
- 江原素六 - 創設者、貴族院勅選議員
- 清水由松 - 創設メンバー、2代目校長、貴族院議員
- 平山輝男 - 元・本校教員（国語）、国語学者
- 右遠俊郎 - 元・本校教員（国語）、作家
- 海野泰男 - 元・本校教員（国語）、常葉学園大学第5代学長・名誉教授・名誉学長
- 堀木博禮 - 元・本校教員（国語）、代々木ゼミナール現代文講師・『現代文のトレ－ニング』著者
- 紅野謙介 - 元・本校教員（国語）、日本近代文学研究者、日本大学教授
- 近藤啓吾 - 元・本校教員、近世思想の研究者
- 木村久一 - 元・本校教員、教育学者、百科事典編集者
- 小川信 - 元・本校教員（日本史）、國學院大學教授
- 栗坪良樹 - 元・本校教員（国語）、青山学院女子短期大学元学長
- 佐藤勝 - 元・本校教員（国語）、国文学者、帝京大学名誉教授
- 山田申吾 - 元・本校教員（美術）、日本画家
- 川崎春彦 - 元・本校教員（美術）、日本画家、日展理事、芸術院会員
- 竹内賀久治 - 元・本校教員（体操）、法政大学総長
- 野尻抱影 - 元・本校教員（英語）、英文学者、随筆家、天文民俗学者
- 畑歓三 - 元・本校教員（英語）、関西学院教授等を歴任。
- 村上健 - 本校教員（英語）。オセロの世界選手権で優勝3回。
- 勝俣久作 - 元・本校教員（国語）、代々木ゼミナール創設者の一人
- 山口昌男 - 元・本校教員（日本史）、人類学で高名になった。東京外国語大学アジア・アフリカ言語文化研究所所長、静岡県立大学教授、札幌大学学長等を歴任。
- 樺正董 - 元・本校教員（数学）、数学教育近代化の先駆的役割を果たした。
- 簗瀬真琴 - 旧制麻布中学校配属将校
- 一木有海 - 本校教員（英語）、NHK教育テレビ『天才てれびくんMAX』元てれび戦士

## 出身者

### 政治
- 森峰一 - 衆議院議員（3期）、森製陶社長
- 山崎猛 - 第38代衆議院議長、運輸大臣、自民党幹事長、経済審議庁長官、水戸市長
- 佐野学 - 戦前の日本共産党委員長、早稲田大学商学部教授
- 松野頼三 - 防衛庁長官、農水相
- 竹内潔 - 参議院議員、科学技術庁長官
- 戸井田三郎 - 厚生大臣
- 友部達夫 - 参議院議員
- 福田康夫 - 元内閣総理大臣
- 橋本龍太郎 - 内閣総理大臣
- 平沼赳夫 - 元経済産業大臣、運輸大臣
- 与謝野馨 - 通商産業大臣、自民党政調会長、経済財政担当大臣、官房長官、財務・金融担当大臣
- 佐藤観樹 - 元自治相、元国家公安委員会委員長
- 広瀬勝貞 - 元大分県知事、元経済産業事務次官
- 谷垣禎一 - 元自由民主党総裁、元金融再生委員会委員長、元国家公安委員会委員長、元食品安全担当相、元財務相
- 丹羽雄哉 - 元衆議院議員（自由民主党）、元厚生相
- 橋本大二郎 - 元高知県知事
- 中川雅治 - 元参議院議員（自由民主党）、元環境相、元環境事務次官
- 中川昭一 - 元経産相、元農水相、元財務・金融担当相
- 鈴木俊一 - 衆議院議員（自由民主党）、元五輪担当相、元環境相
- 遠藤宣彦 - 元衆議院議員（無所属）
- 水野賢一 - 元参議院議員（無所属）
- 山田太郎 - 参議院議員（自由民主党）、ネクステック元社長、東京工業大学特任教授
- 柿沢未途 - 元衆議院議員（自由民主党） 元東京都議会議員
- 新妻秀規 - 参議院議員（公明党）
- 津村啓介 - 衆議院議員（立憲民主党）
- 牧原秀樹 - 元衆議院議員（自由民主党）、弁護士
- 根本拓 - 衆議院議員（自由民主党）
- 佐藤周一 - 政治家、元地方公務員
- 嶋田賢和 - 財務官僚、元：釜石市副市長

### 行政
- 神吉正一 - 蒙古聯合自治政府最高顧問・総務庁長、満州国国務院総務庁次長、国務院外務局長官
- 高野実 - 総評事務局長
- 宇佐美毅 - 宮内庁長官
- 森昭治 - 金融庁長官
- 大武健一郎 - 国税庁長官
- 森源二郎 - 証券局総務課長補佐心得
- 太田信一郎 - 電源開発副社長、損害保険ジャパン顧問、特許庁長官
- 坂篤郎 - 内閣府政策統括官、日本郵政代表執行役社長
- 田村義雄 - 環境事務次官
- 横川浩 - 第7代日本陸上競技連盟会長、大阪ガス副社長、通商産業省生活産業局長、青森県警察本部長、東京オリンピック・パラリンピック組織委員会理事
- 松永和夫 - 経産事務次官、原子力安全・保安院長、ソニー社外取締役
- 薦田康久 - 通産・経産官僚、電気安全環境研究所理事長、原子力安全・保安院長
- 竹内春久 - 駐イスラエル特命全権大使、国際情報統括官
- 玉木林太郎 - 財務官、経済協力開発機構事務次長
- 前川喜平 - 文部科学省事務次官
- 古賀茂明 - 経産官僚、内閣審議官
- 奥原正明 - 農林水産事務次官
- 前田信弘 - 東京都副知事、首都高速道路社長、東京臨海ホールディングス社長、東京ビッグサイト社長
- 香取照幸 - 駐アゼルバイジャン特命全権大使、厚生労働省年金局長
- 堀之内秀久 - 駐オランダ特命全権大使、ロサンゼルス総領事、駐カンボジア特命全権大使
- 宮内豊 - 内閣官房TPP等政府対策本部政策調整総括官
- 三宅光一 - 国土交通省国土技術政策総合研究所副所長
- 澁谷和久 - 内閣官房TPP等政府対策本部政策調整統括官、駐チリ特命全権大使
- 高橋泰三 - 経済産業官僚、資源エネルギー庁長官
- 川崎方啓 - 防衛官僚
- 芹澤清 - 防衛官僚
- 風木淳 - 経産・内閣府官僚、内閣府宇宙開発戦略推進事務局長[1]
- 中嶋浩一郎 - 防衛官僚、内閣総理大臣秘書官
- 江島一彦 - 財務官僚、財務総合政策研究所長兼会計センター所長
- 境真良 - 情報処理推進機構参事兼DX推進部長、iU准教授、国際大学グローバル・コミュニケーション・センター (GLOCOM) 客員研究員
- 柴田敬司 - 財務官僚
- 村山卓 - 金沢市長
- 小嶋龍亮 - 財務官僚
- 藤山智博 - 財務官僚

### 法曹
- 遠藤直哉 - 弁護士
- 大和陽一郎 - 裁判官
- 木口信之 - 裁判官
- 小見山満 - 公認会計士
- 湯浅卓 - 国際弁護士、タレント
- 内藤篤 - 弁護士、名画座「シネマヴェーラ渋谷」館主
- 笠井直人 - 弁護士、日本弁護士連合会副会長、第二東京弁護士会会長
- 三浦守 - 最高裁判所裁判官、元大阪高等検察庁検事長
- 桶田大介 - 弁護士、アニメミライ代表理事
- 吉峯耕平 - 弁護士、日本医療情報学会所属。

### 財界
- 石田礼助 - 国鉄総裁、三井物産社長
- 内田信也 - 鉄道大臣、明治海運会長
- 星光 - 小田原急行鉄道監査役
- 茂木惣兵衛 (3代目) - 横浜の生糸商社・茂木合名の3代目。
- 宮森和夫 - 丸善石油（現：コスモ石油）社長・会長、三和銀行（現：三菱UFJ銀行）副頭取
- 中山素平 - 日本興業銀行頭取、経済同友会代表幹事
- 八尋俊邦 - 三井物産社長、経団連副会長
- 稲葉興作 - 日本商工会議所会頭、石川島播磨重工業社長
- 永井正 - 三井ホーム社長
- 金岡幸二 - インテック社長、チューリップテレビ社長
- 羽佐間重彰 - 元フジサンケイグループ会長、フジテレビ社長、ニッポン放送社長、産経新聞社会長
- 堤義明 - 元西武鉄道・プリンスホテル会長、元西武球団オーナー
- 中原伸之 - 日銀政策委員会審議委員、東燃名誉会長
- 小松達也 - 元サイマル・インターナショナル社長
- 三木繁光 - 元東京三菱銀行頭取、元三菱東京FG社長、元経団連副会長
- 中村徹 - 元新東京国際空港公団総裁、元運輸事務次官
- 相澤安輝 - 国際年金経済研究所代表、クレディ・スイス信託銀行設立に参加
- 伊藤新造 - 富士総合研究所元社長、富士銀行元常務取締役。お笑い芸人のいとうあさこは長女。
- 石津進也 - 旭硝子社長
- 森健一 - 東芝常務取締役、東芝テック社長、情報工学者
- 岡田明重 - 三井住友銀行・三井住友FC会長
- 入交昭一郎 - 本田技研工業元副社長、セガ元社長、旭テック元執行役会長
- 堤猶二 - 元プリンスホテル社長、横浜グランドインターコンチネンタルホテル会長、堤義明の弟
- 浅野茂太郎 - 明治ホールディングス社長
- 福井威夫 - 本田技研工業元社長
- 住田良能 - 産経新聞社社長
- 岡谷篤一 - 岡谷鋼機社長、名古屋商工会議所会頭
- 氏家純一 - 野村ホールディングス元取締役社長
- 松尾泰一 - イーバンク銀行社長 昭和41年卒
- 馬田一 - JFEホールディングス社長、日本鉄鋼連盟会長
- 小林健 - 三菱商事代表取締役社長、日本商工会議所会頭
- 富田達夫 - 情報処理推進機構理事長、富士通元副社長
- 佐藤康博 - みずほフィナンシャルグループ取締役社長 グループCEO、全国銀行協会会長
- 國分文也 - 丸紅社長
- 今村正樹 - 偕成社社長、出版梓会理事長
- 西村清彦 - 元日本銀行副総裁、東京大学名誉教授
- 大橋徹二 - コマツ取締役社長
- 岡本厚 - 岩波書店代表取締役社長、元『世界』編集長、ジャーナリスト
- 古川享 - 元マイクロソフト日本法人会長、慶應義塾大学教授
- 吉原毅 - 城南信用金庫理事長
- 満岡次郎 - IHI代表取締役会長
- 大西洋 - 三越伊勢丹ホールディングス社長
- 古関義幸 - ビッグローブ社長
- 森川宏平 - 昭和電工代表取締役会長
- 小宮暁 - 東京海上ホールディングス代表取締役社長
- 藤根靖晃 - 証券アナリスト、ティー・アイ・ダヴリュ代表
- 海老原嗣生 - コンサルタント、ニッチモ代表取締役
- 羽田寛 - 元EMCOMホールディングス代表取締役社長
- 石川真一郎 - ゴンゾ社長
- 若山健彦 - ミナトホールディングス会長兼社長
- 渡辺秀和 - コンコードエグゼクティブグループ設立者・代表取締役社長
- 瀧本哲史 - エンジェル投資家、経営コンサルタント、京都大学産官学連携本部イノベーションマネジメントサイエンス研究部門客員准教授
- 千葉功太郎 - コロプラ副社長 平成5年卒
- 高桑昌也 - 公認会計士、税理士、TKWM&Aファイナンス会計税務事務所代表取締役社長
- 茂木哲也 - 株式会社ピナイ・インターナショナル代表取締役

### 学者
- 佐々木多門 - 銀行家、経済学者
- 折下吉延 - 造園家、都市計画家（公園整備）
- 岩本素白 - 国文学者、随筆家
- 久内清孝 - 植物学者、薬学者、帝国女子医学専門学校教授
- 石田幹之助 - 歴史学者、東洋学者
- 成瀬正一 - 仏文学者、九州帝国大学法文学部教授
- 渡部義雄 - 会計学者、立教大学講師
- 木原均 - 遺伝学者、京都大学名誉教授、文化勲章
- 森本厚吉 - 北海道帝国大学農科大学教授、東京文化学園創立者
- 大山義年 - 化学工学者、東京工業大学名誉教授
- 森克己 - 歴史学者
- 池田潔 - 慶應義塾大学名誉教授（中退）
- 西丸四方 - 医学者、精神科医、信州大学・愛知医科大学名誉教授
- 摩寿意善郎 - 美術史家、東京芸術大学名誉教授
- 東昇 - ウイルス学者、京都大学名誉教授、初の国産電子顕微鏡を製作。
- 四宮和夫 - 法学者
- 山川篤 - 仏文学者、名古屋大学名誉教授
- 岡本彰祐 - 医学者、神戸大学名誉教授
- 三井嘉都夫 - 地理学者、陸水学者、法政大学名誉教授
- 野元菊雄 - 国立国語研究所所長、松蔭女子学院大学教授
- 青村真明 - 歴史学者、近代日本思想史
- 弓削達 - 歴史学者、東京大学名誉教授、フェリス女学院大学名誉教授・学長
- 奥田健二 - 経営学者、上智大学経済学部教授
- 石光亨 - 神戸大学名誉教授
- 上野一郎 - 産業能率大学学長
- 宮崎繁樹 - 明治大学総長、明治大学名誉教授（中退）
- 西村亨 - 慶應義塾大学名誉教授
- 奥野健男 - 文芸評論家、化学技術者、多摩美術大学名誉教授
- 中松義郎（ドクター中松）- 発明家
- 香原志勢 - 人類学者、立教大学名誉教授
- 白井厚 - 社会思想史家、慶應義塾大学名誉教授
- 岸田正吉 - 国文学者、日本女子体育大学教授、囲碁部創立者
- 酒巻俊雄 - 法学者、早稲田大学名誉教授
- 伊理正夫 - 東京大学名誉教授、中央大学理工学部教授
- 茅陽一 - 環境工学者、東京大学名誉教授
- 高橋武智 - 仏文学者、翻訳家、立教大学助教授、代々木ゼミナール講師
- 水野忠夫 - 早稲田大学第一文学部長
- 坂野潤治 - 歴史学者、東京大学名誉教授
- 六本佳平 - 法学者、東京大学名誉教授
- 小谷正博 - 元学習院大学理学部教授
- 二村良彦 - 計算機科学者
- 福山秀敏 - 元東京大学物性研究所所長、紫綬褒章
- 堀口健治 - 経済学者、早稲田大学名誉教授
- 海部宣男 - 国立天文台長、国際天文学連合会長
- 田村毅 - 仏文学者、東京大学名誉教授
- 石原宏 - 東京工業大学名誉教授、元応用物理学会会長、紫綬褒章
- 原島博 - 情報科学者、東京大学名誉教授、日本顔学会会長
- 油井大三郎 - 歴史学者、東京大学名誉教授、東京女子大学現代文化学部教授
- 片平秀貴 - 元東京大学大学院経済学研究科教授
- 都司嘉宣 - 元東京大学地震研究所准教授
- 永村眞 - 日本史学者、日本女子大学名誉教授
- 米澤明憲 - 計算機科学者、東京大学名誉教授、紫綬褒章
- 大西隆 - 都市工学者、東京大学名誉教授
- 丹治信春 - 哲学者、東京都立大学名誉教授、元日本科学哲学会会長
- 岸道郎 - 海洋物理学者、北海道大学名誉教授
- 富田たかし - 心理学者、駒沢女子大学人文学部教授
- 友田博通 - 建築家、昭和女子大学環境デザイン学部教授
- 古田元夫 - ベトナム現代史研究者、東京大学名誉教授
- 小澤正直 - 数理物理学者、名古屋大学名誉教授
- 寺尾宏明 - 北海道大学名誉教授（元副学長）、2010年度日本数学会代数学賞受賞
- 成田龍一 - 歴史学者、日本女子大学人間社会学部教授
- 橋本雄太郎 - 法学者、杏林大学総合政策学部教授
- 山田信博 - 筑波大学第8代学長、医師
- 早乙女雅博 - 考古学者、東京大学名誉教授
- 刈間文俊 - 中国文学者、東京大学名誉教授
- 田嶋信雄 - 政治学者、成城大学法学部教授
- 鵜養幸雄 - 立命館大学公共政策大学院教授
- 中条省平 - 学習院大学文学部教授、映画評論家
- 相原博昭 - 素粒子物理学者、東京大学名誉教授
- 近藤成一 - 歴史学者、東京大学名誉教授
- 坂本達哉 - 社会思想史研究者、慶應義塾大学名誉教授
- 篠原章 - 元大東文化大学教授 評論家
- 末松千尋 - 経営学者、京都大学名誉教授
- 長尾年恭 - 地球物理学者、東海大学海洋研究所客員教授、株式会社DuMAを設立。
- 嶋田晋 - ロボット工学者、中京大学情報理工学部教授
- 藤田一郎 - 脳科学者、神経科学者、大阪大学教授
- 藤原帰一 - 政治学者、東京大学名誉教授
- 美川圭 - 歴史学者、立命館大学文学部教授
- 川上和久 - 政治心理学者、麗澤大学教授
- 中野民夫 - 東京工業大学教授、元博報堂社員
- 松山公紀 - ノースウェスタン大学経済学部教授
- 岡崎哲二 - 東京大学大学院経済学研究科教授
- 淺間一 - 東京大学大学院工学系研究科精密工学専攻教授
- 宮台真司 - 社会学者、東京都立大学人文社会学部教授
- 田中孝彦 - 早稲田大学政治経済学術院教授
- 中村正人 - 宇宙航空研究開発機構 (JAXA)・宇宙科学研究所 (ISAS) 教授、金星探査機『あかつき』のプロジェクトマネージャー
- 月村太郎 - 政治学者、神戸大学名誉教授、同志社大学政策学部教授
- 堀内勉 - 多摩大学社会的投資研究所教授、森ビル元取締役専務執行役員
- 玉井克哉 - 法学者、東京大学先端科学技術研究センター教授/信州大学経法学部教授
- 栗原将人 - 慶應義塾大学理工学部数理科学科教授
- 更科功 - 古生物学者、武蔵野美術大学教授
- 吉村均 - 倫理学者
- 河東泰之 - 東京大学大学院数理科学研究科教授
- 小島毅 - 思想史家、東京大学大学院人文社会系研究科教授
- 鈴木淳 - 歴史学者、東京大学大学院人文社会系研究科教授
- 中島啓 - 京都大学数理解析研究所教授、国際数学連合総裁
- 塩路悦朗 - 一橋大学経済学部教授
- 藤井輝夫 - 東京大学第31代総長、元東京大学生産技術研究所長
- 松井謙一郎 - 拓殖大学政経学部教授
- 松本眞 - 数学者、広島大学大学院理学研究科教授
- 藤川大祐 - 千葉大学教育学部教授、教育学者
- 東原和成 - 生命科学者、東京大学大学院農学生命科学研究科応用生命化学専攻教授
- 辻雄 - 東京大学大学院数理科学研究科教授
- 飯田恭 - 慶應義塾大学経済学部教授
- 坂井一成 - 神戸大学大学院国際文化学研究科教授
- 猪飼周平 - 一橋大学大学院社会学研究科教授
- 岡田徹太郎 - 香川大学経済学部教授 平成元年卒
- 小泉周 - 生理学者、自然科学研究機構特任教授
- 竹中治堅 - 政治学者、政策研究大学院大学教授
- 佐々木秀康 - 情報科学者、弁護士
- 松澤裕作 - 日本史学者、慶應義塾大学経済学部教授
- 濱野智史 - 社会学者、批評家
- 安藤馨 - 一橋大学大学院法学研究科教授
- 西田健志 - 情報工学者、神戸大学大学院国際文化学研究科・国際文化学部准教授
- 成田悠輔 - 実業家、経済学者、イェール大学アシスタント・プロフェッサー
- 三土修平 -経済学者、東京理科大学元教授
- 赤尾充哉 - 経営学者、東洋学園大学教授

### 医学
- 森田浩一郎 - 医事評論家
- 斎藤学 - 精神科医、家族機能研究所代表
- 春日雅人 - 元神戸大学大学院医学研究科教授、元神戸大学医学部附属病院長、現：国立国際医療研究センター理事長、紫綬褒章受章
- 中内啓光 - 東京大学医科学研究所教授
- 田中雄二郎 - 東京医科歯科大学学長
- 林直樹 - 医学者、精神科医
- 高木邦格 - 国際医療福祉大学理事長、福岡山王病院理事長
- 渡邊剛 - 元金沢大学医学部教授、現：ニューハート・ワタナベ国際病院理事長
- 亀井眞樹 - 医師、臨床思想家
- 根来秀行 - ハーバード大学医学部教授
- 狩野光伸 - 岡山大学薬学部教授
- 亀田信介 - 医師、鉄薫会理事長、亀田総合病院院長

### 文学
- 荻原井泉水 - 俳人、芸術院賞
- 広津和郎 - 作家
- 廉想渉 - 小説家、中退（編入生）
- 出澤三太 - 俳人、星新一の異母兄
- 吉行淳之介 - 芥川賞作家
- 山口瞳 - 直木賞作家
- 下飯坂菊馬 - 脚本家
- 神吉拓郎 - 直木賞作家、神吉三郎の長男
- 北杜夫 - 芥川賞作家、医師、斎藤茂吉の子息
- なだいなだ - 作家
- 大西信行 - 脚本家
- 福田善之 - 作家
- ふじたあさや - 作家
- 倉本聰 - シナリオライター
- 安部譲二（中学のみ）- 作家
- 川本三郎 - 作家・文芸評論家
- 宮本政於 - 作家
- 高橋源一郎 - 作家、文学評論家、明治学院大学教授（途中で灘中学校へ転校）
- 石井徹也 - 放送作家、演劇・演芸評論家
- 藤野千夜 - 芥川賞作家
- 真野泰 - 翻訳家、学習院大学英米文学科助教授
- 戸田山雅司 - 脚本家
- 森ハヤシ - 脚本家

### 芸術・芸能・文芸
- 中原英臣 - 新渡戸文化短期大学学長、TVドクター
- 向井爽也 - 演劇評論家、TBSディレクター
- 矢野誠一 - 演芸評論家
- 伊藤氏貴 - 文芸評論家
- 山形浩生 - 評論家
- 宇田川敬介 - ジャーナリスト、作家
- おおたとしまさ - 教育評論、ジャーナリスト
- 浅野言朗 - 建築家、詩人
- 坂本正治 - イメージ・シンセサイザー作家、環境デザイナー
- 澤本嘉光 - 電通CMプランナー
- 菅野薫 - 電通クリエーティブ・ディレクター
- 田代大輔 - 気象予報士
- 土本典昭 - 映画監督
- 山際永三 - 映画監督、演出家、評論家、石井輝男プロダクション代表
- 佐藤重臣 - 映画雑誌編集者、映画評論家
- 原將人 - 映画監督
- 樋本淳 - 映画監督
- 新井淳 - 俳優
- 横尾泥海男 - 俳優
- 久保田久雄 - 俳優
- 長浜藤夫 - 俳優
- 永井智雄 - 俳優
- 久米明 - 俳優、声優
- 牟田悌三 - 俳優
- フランキー堺 - コメディアン、俳優、ジャズドラマー、司会者
- 仲谷昇 - 俳優
- 神山繁 - 俳優
- 加藤武 - 俳優
- 小沢昭一 - 俳優・漫談師
- 柳瀬大輔 - 俳優、ボイストレーナー
- 井上裕朗 - 俳優、演出家、PLAY/GROUND Creation 代表
- 内田祐介 - 俳優
- 柴田秀勝 - 声優
- 円谷文彦 - 声優
- 松丸亮吾 - タレント
- 野間真 - スタジオいちごはうす代表者
- 黒田硫黄 - 漫画家
- 牧野周一 - 弁士、漫談家（中退）
- 柳亭信楽 - 落語家
- 高田尚平 - 将棋棋士
- 青嶋未来 - 将棋棋士
- 石倉昇 - 囲碁棋士
- 小島慎也 - チェスプレーヤー
- 望月正行 - プロバックギャモンプレイヤー、世界選手権2009優勝者
- 渡辺大祐 - ゲームクリエイター、ゲームシナリオライター
- ときど - プロゲーマー
- 須田鷹雄 - 競馬ライター
- 日沖宗弘 - カメラ評論家、写真家、美術史家
- 新納翔 - 写真家
- 青木繁 - 洋画家（中退）
- 長谷川潔 - 版画家
- 青山民吉 - 美術評論家
- 宮之原謙 - 陶芸家、日展理事、光風会理事等を歴任
- 岡鹿之助 - 油絵画家
- 青山二郎 - 美術評論家
- 西常雄 - 彫刻家
- 清宮質文 - 木版画家
- 野田修一郎 - 日本画家
- 篠原有司男 - 現代美術家
- 内藤法美 - 作曲家
- 神津善行 - 作曲家
- 末吉保雄 - 現代音楽作曲家
- 山下洋輔 - ジャズピアニスト（編入組）
- 樋口康雄 - 作曲家
- 武部聡志 - 音楽プロデューサー
- 秋山浩徳 - ギタリスト
- 本田聖嗣 - ピアニスト
- 一ノ瀬響 - 作曲家
- 鈴木優人 - 音楽家
- MC内郷丸 - ラッパー、ミュージシャン
- 白石涼 - ボイストレーナー、YouTuber
- Tohji - ラッパー（中退）
- 飯野高広 - 服飾ジャーナリスト
- 石渡雅史 - 華道家
- 土橋慶三 - 伝統こけし収集家・研究家
- 武内伸 - ラーメン研究家
- 吾妻光良 - ギタリスト
- 赤尾充哉 - 音楽家

### マスコミ・出版
- 斎藤十一 - 新潮社顧問、「週刊新潮」創刊、写真週刊誌FOCUS発案
- 西村繁男 - 週刊少年ジャンプ編集長
- 平野次郎 - NHK解説委員
- 永島信道 - 元フジテレビアナウンサー
- 住田良能 - 産経新聞社社長
- 加藤千洋 - 朝日新聞編集委員
- 松田哲夫 - 筑摩書房専務取締役、パブリッシングリンク社長
- 若宮啓文 - 朝日新聞主筆
- 富永禎彦 - NHKアナウンサー
- 間瀬泰宏 - TBSテレビ事業局次長、映画プロデューサー、『おくりびと』にてアメリカ・アカデミー外国語映画賞受賞
- 会川晴之 - ジャーナリスト、毎日新聞社北米総局長
- 棚次隆 - テレビプロデューサー
- 廣瀬健一 - 日本テレビ放送網編成局長、日本テレビホールディングス総合編成戦略局長、元プロデューサー
- 田原牧 - 東京新聞（中日新聞東京本社）特別報道部記者、同志社大学一神教学際研究センター共同研究員
- 金子哲也 - NHKアナウンサー
- 石井孝明 - ジャーナリスト、元時事通信記者
- 韓哲 - TBSドラマディレクター、プロデューサー
- 塚原泰介 - NHKアナウンサー
- 吉田尚記 - ニッポン放送アナウンサー
- 後藤庸介 - テレビディレクター、プロデューサー
- 桝太一 - 元日本テレビアナウンサー

### 教育
- 田村哲夫 - 渋谷教育学園理事長、麻布学園理事
- 田村秀行 - 元代々木ゼミナール講師

### スポーツ
- 安藤忍 - プロ野球・東映フライヤーズ（現・北海道日本ハムファイターズ）監督
- 金野滋 - 日本ラグビーフットボール協会会長
- 佐野泉 - 元ガンバ大阪代表取締役社長
- 輿亮 - 元アメリカンフットボール選手、指導者、解説者
- 渡邉弘幸 - 元アメリカンフットボール選手、第40回甲子園ボウル敢闘賞受賞
- DT-YUTA - プロレスラー
- 大森康瑛 - バスケットボール Bリーグ サンロッカーズ渋谷選手

### 宗教
- 小崎道雄 - 日本基督教団牧師、神学者
- 久保継成 - 霊友会会長、在家仏教こころの会会長
- 大谷光真 - 浄土真宗本願寺派第24世門主
- 大川裕太 - 幸福の科学理事

### 軍人・自衛官
- 堀毛一麿 - 陸軍少将、軍事評論家
- 平井昌平 - 海軍少将
- 福地誠夫 - 横須賀地方総監
- 福地建夫 - 第21代海上幕僚長、福地誠夫の次男
- 中島親孝 - 連合艦隊参謀
- 畑英太郎 - 日本陸軍軍人、陸軍大将 / 前身に当たる東洋英和学校出身
- 井桁敬治 - 日本陸軍軍人、陸軍中将
- 小須田勝造 - 日本陸軍軍人、陸軍中将
- 長島純 - 駐ブルキナファソ大使、元航空自衛隊幹部学校長

### その他
- 松丸志摩三 - 農民教育家、農業評論家、畜産学者
- 大西連 - 市民活動家、自立生活サポートセンター・もやい理事長